# Локаята
Локаята (также чарвака, с санскр. चार्वाक жевать, грызть) — материалистическое учение Древней Индии. Школу локаята считают атеистической.
Локаята относится к разряду настика, то есть учения, отрицающего авторитет Вед.
В брахманских писаниях чарвака рассматривается как самое низкое воззрение. Её называют также асурическим (демоническим) учением, поскольку в Чхандогья-упанишаде рассказывается, как асуры поверили богу Индре, убедившему их, что физическое тело есть атман, и тем самым обеспечившему победы богов над асурами.

## Учение
По учению локаяты, вселенная и всё сущее произошло естественным путём, без вмешательства потусторонних сил. Есть четыре элемента: земля, вода, огонь и воздух. Они вечны и являются первоосновой всего сущего.
Локаята считает истинным постигаемое лишь непосредственным восприятием, существующим — только этот мир (лока); единственной реальностью — материю; целью человеческого существования — достижение наслаждения. Взгляды представителей этой школы иногда сопоставляют со взглядами древнекитайского мудреца Ян Чжу и древнегреческим эпикуреизмом.

## История
Локаятиками в начальный период индийской философии называли профессиональных спорщиков, многие из которых были собеседниками Будды Шакьямуни. Искусство локаяты было одной из дисциплин, которым обучали в брахманских школах V в. до н. э. и позднее. Локаятики брались доказывать, что всё существует и ничего не существует, что всё едино и всё множественно, что ворона белая потому, что у неё кости белые, а журавль красный потому, что у него кости красные. В классический период индийской философии локаяту стали отождествлять с чарвакой.
Второе название школы связывают либо со словами чару и вака, сочетание которых буквально означает «красивая речь», либо с именем философа Чарвака, который, как полагают, был скептиком и материалистом, автором «Брихаспати-сутр» (ок. 600 г. до н. э.). Другие считают основателем учения полулегендарного мудреца по имени Брихаспати. Существует ещё одна этимологическая версия, согласно которой материалисты издавна именовались словом «чарвака» потому, что они проповедовали доктрину «ешь, пей, веселись» («чарв» — есть, жевать).
Термин «локаята», или «локаятика», происходит от «локаятана» — «точка зрения обычных людей», то есть, «позиция здравого смысла». Философия чарваков — система древнего материализма, в которой связаны онтология, гносеология, этика.
Предшественником чарваков был Аджита Кесакамбали — индийский философ-материалист VI-V вв. до н. э., один из старших мыслителей группы шести «диссидентствующих» учителей, воззрения которых излагаются в «Саманняпхала-сутте» Палийского канона (Дигха-никая I. 55). Он считал единственным источником достоверных знаний о мире чувственный опыт и иронизировал над любым внечувственным умозрением.
Чарвака исчезла ещё в древности, не оказав какого-либо существенного влияния на индийскую мысль. Существует даже предположение, что такой школы и вовсе никогда не существовало: она была придумана брахманами, объединившими под этим названием сочинения достаточно разнородных мыслителей, которых оказалось сложно отнести к какой-то определённой школе. Вместе с материалистами в неё попали все, кто не разделял существующих в Индии религиозных ценностей, — натурфилософы, скептики и нигилисты. Эта точка зрения подтверждается тем фактом, что единственный сохранившийся до нашего времени трактат школы чарвака принадлежит диалектику Джаярашибхатте, который был не материалистом, а крайним скептиком. В этом трактате («Таттвапаплавасимха» — «Потопление философских категорий») он отрицает достоверность любого познания и отвергает даже возможность корректного определения чувственного восприятия.
Основные источники по чарваке — обзорные произведения, рассматривавшие все системы своего времени: джайнская «Шаддаршана-самуччая» (гл. 7), ведантийские «Сарвадаршанасиддхантасанграха» (гл. 1) и «Сарвадаршанасанграха» (гл. 1).